# NGC 3375
NGC 3375 ist eine linsenförmige Galaxie vom Hubble-Typ S0 im Sternbild Sextant. Sie ist schätzungsweise 102 Millionen Lichtjahre von der Milchstraße entfernt.
Das Objekt wurde am 21. Februar 1878 von Wilhelm Tempel entdeckt.